# 切爾沃內 (列別金市鎮)
50°45′55″N 34°33′21″E / 50.76528°N 34.55583°E
切爾沃內（烏克蘭語：Червоне）是位於烏克蘭東北部的村莊，由蘇梅州蘇梅區的萊貝丁市鎮負責管轄。該村處於沃羅日巴河畔，距離巴西夫希納1公里，海拔高度181米，2001年人口16。